# (74492) 1999 CP122
(74492) 1999 CP122 – planetoida z pasa głównego asteroid okrążająca Słońce w ciągu 5,24 lat w średniej odległości 3,02 j.a. Odkryta 11 lutego 1999 roku.